# Intercalación

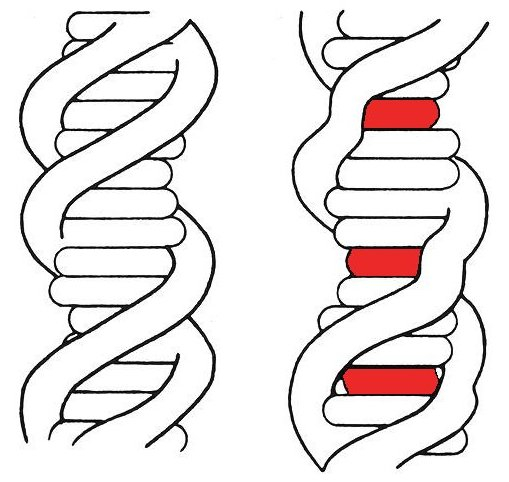
La intercalación induce distorsiones estructurales. Izquierda: cadena de ADN sin cambiar. Derecha: cadena de ADN intercalada en tres localizaciones (áreas rojas).

En química, la intercalación es la inclusión reversible de una molécula (o grupo) entre otras dos moléculas (o grupos). Algunos ejemplos incluyen la intercalación de ADN y en los compuestos de intercalación de grafito.

## Intercalación de ADN

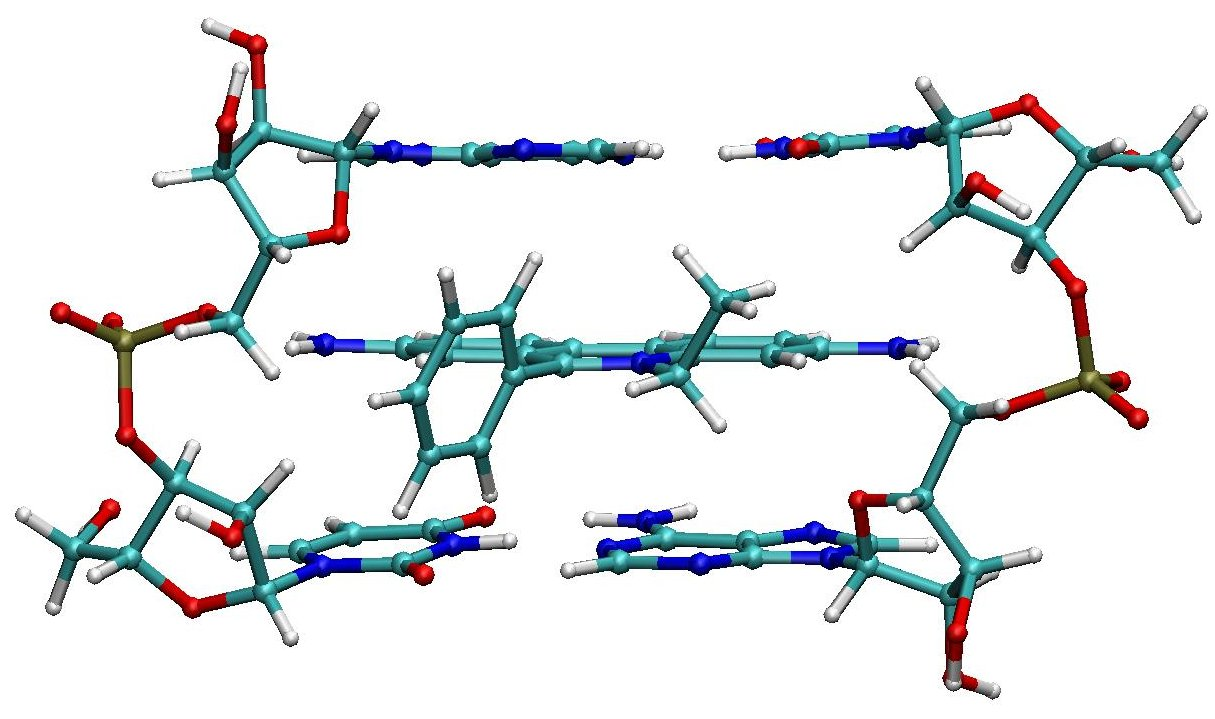
Etidio intercalado entre dos pares de base adenina-uracilo.

Existen algunas moléculas - en este caso, también conocidas como "ligandos" - que pueden interactuar con el ADN. Los ligandos pueden interactuar con DNA formando enlaces covalentes, mediante uniones electrostáticas, o intercalamiento. La intercalación sucede cuando ligantes de un tamaño y naturaleza química apropiados encajan entre pares de bases de ADN. Estos ligandos son mayormente policíclicos, aromáticos y planares, y entonces suelen ser buenos agentes de tinción de ácidos nucleicos. Algunos intercaladores de ADN estudiados intensivamente incluyen al bromuro de etidio, proflavina, daunomicina, doxorubicina, y talidomida. Los intercaladores de ADN son usados en quimioterapia para inhibir la replicación de ADN en células cancerígenas que crecen rápidamente. Algunos ejemplos incluyen la doxorubicina (adriamicina) y daunorubicina (ambos usados en el tratamiento del linfoma de Hodgkin), y la dactinomicina (usada en el tumor de Wilm, sarcoma de Ewing, rabdomiosarcoma).
Para que un intercalador encaje entre pares de bases, el ADN debe abrir dinámicamente un espacio entre sus pares de bases por desenrollamiento. El grado de desenrollamiento varía dependiendo del intercalador, por ejemplo, el catión etidio (la forma iónica del bromuro de etidio que se encuentra en solución acuosa) desenrolla el ADN aproximadamente 26°, mientras que la proflavina lo desenrolla aproximadamente 17°. Este desenrollamiento ocasiona que los pares de bases se separen, o "surjan", creando una abertura de aproximadamente 0,34nm. Este desenrollamiento induce cambios estructurales locales a la cadena de ADN, tal como el elongamiento de la cadena de ADN, o la torsión de los pares de bases. Estas modificaciones estructurales pueden conducir a cambios funcionales, frecuentemente a la inhibición de la transcripción y replicación y procesos de reparación del ADN, lo que hace de los intercaladores potentes mutágenos. Por esta razón, los intercaladores del ADN suelen ser carcinógeno, tales como el exo (pero no el endo) 8,9-epóxido de la aflatoxina B1, acridinas como la proflavina o quinacrina, o el bromuro de etidio.
La intercalación como mecanismo de interacción entre sistemas aromáticos policíclicos, planos, catiónicos del tamaño correcto fue propuesto por primera vez por Leonard Lerman en 1961. Un mecanismo propuesto de intercalación es como sigue: en solución acuosa isotónica, el intercalador catiónico es atraído electrostáticamente al ADN polianiónico. El ligando desplaza un catión sodio y/o magnesio que siempre rodea al ADN (para balancear su carga) y forma un débil enlace electrostático con la superficie exterior del ADN. A partir de esta posición, el ligante puede entonces deslizarse en el medio hidrofóbico que se encuentra entre los pares de bases y lejos del ambiente exterior hidrofílico que rodea al ADN. Los pares de bases transientemente forman aperturas debido a la energía adquirida durante colisiones con moléculas solventes.